# John Pickard
John Pickard es un actor británico, conocido principalmente por interpretar a Dominic Reilly en la serie Hollyoaks.

## Biografía
Su hermano mayor es el actor Nick Pickard, que también trabajo en Hollyoaks, donde interpretaba el personaje de Tony Hutchinson.

## Carrera
En 1991 se unió a la serie 2point4 Children donde interpretó a David Porter hasta el final de la serie en 1999.
El 16 de diciembre de 1993 se unió al elenco recurrente de la serie británica EastEnders donde interpretó a Kevin, el amigo de Robbie Jackson hasta el 15 de febrero de 1996. 
En el 2004 se unió al reparto de la segunda temporada de la serie Mile High donde interpretó a Jack Fields.
El 13 de septiembre de 2005 se unió al elenco principal de la exitosa serie británica Hollyoaks donde interpretó a Dominic "Dom" Reilly, hasta el 24 de noviembre de 2010 después de que su personaje fuera arrestado por iniciar el incendio en "Il Gnosh" con el objetivo de destruir una laptop que contenía unas fotos, sin embargo el incendio terminó matando a Steph Roach.
Entre el 2008 y el 2009 interpretó de nuevo a Dominic en el spin-off Hollyoaks: Later.
En el 2008 apareció como Thomas Brewster en los audio-dramas de la serie Doctor Who llamado "The Haunting of Thomas Brewster". En el 2011 apareció de nuevo como Thomas esta vez en The Crimes of Thomas Brewster conformada por tres historias.

## Filmografía

### Series de televisión
| Año               | Título                          | Personaje        | Notas                               |
| ----------------- | ------------------------------- | ---------------- | ----------------------------------- |
| 2016              | The Jason Philips Show          | Nigel            | 2 episodios                         |
| 2016              | Birds of a Feather              | Vecino           | episodio "Going, Going, Gone"       |
| 2015              | Casualty                        | Anthony Simms    | episodio "One Shot"                 |
| 2008 - 2009, 2013 | Hollyoaks Later                 | Dominic Reilly   | 13 episodios                        |
| 2012              | Casualty                        | PC. Chris Bidner | episodio "All in a Day's Nightmare" |
| 2011              | The Crimes of Thomas Brewster   | Thomas Brewster  | audio-drama                         |
| 2005 - 2010       | Hollyoaks                       | Dominic Reilly   | 181 episodios                       |
| 2008              | The Haunting of Thomas Brewster | Thomas Brewster  | audio-drama                         |
| 2004              | Mile High                       | Jack Fields      | 17 episodios                        |
| 2000              | The Bill                        | Keiran Maguire   | episodio "The Squad"                |
| 1991 - 1999       | 2point 4children                | David Porter     | 59 episodios                        |
| 1999              | Suburn                          | Ryan Eastwood    | episodio # 1.4                      |
| 1993 - 1996       | EastEnders                      | Kevin            | tv serie                            |
| 1993              | What Shall We Tell the Children | -                | tv serie                            |
| 1990 - 1991       | Grange Hill                     | Neil Timpson     | 29 episodios                        |

### Películas
| Año  | Título                      | Personaje     | Notas                                             |
| ---- | --------------------------- | ------------- | ------------------------------------------------- |
| 2000 | Offending Angels            | Camarero      | junto a Andrew Lincoln y Jack Davenport           |
| 1999 | Rage                        | Thomas "T"    | junto a Cornell John, Fraser Ayres y Shaun Parkes |
| 1998 | More Than Dreams            | Peter         | junto a Roberto Bestazzoni y Leila Birch          |
| 1991 | The Ghosts of Oxford Street | Joven Malcolm | junto a Robert DUncan                             |
| 1988 | Run for the Lifeboat        | Neil Timpson  | junto a Jeff Rawle y David Burke                  |

### Productor
| Año  | Título           | Notas                                      |
| ---- | ---------------- | ------------------------------------------ |
| 2000 | Offending Angels | productor asociado y asistente de director |
| 2000 | Brothers         | productor asociado y asistente de director |